# 戒赌吧
戒赌吧是中国网络论坛百度贴吧中的一个贴吧，截至2018年戒赌吧被查封前夕共有关注人数1400万。该吧成立时原本以解决赌博成瘾问题为目标，但后来逐渐因诱赌、涉黄等问题被百度关闭。

## 历史
戒赌吧原本在创立之初是希望设立一个能够让赌徒自我反省、互相勉励的平台，并打出“不赌为赢”口号。后来该贴吧人气越来越高，成为百度最大的贴吧之一，也逐渐吸引其他非赌徒的人前来参与。2016年11月，戒赌吧的用户达到400多万，到了2018年3月时则有了1200多万。
2017年，中国出台有关通知禁止网贷机构开展校园贷业务，但戒赌吧依然活跃着大量校园贷中介、非正规校园贷等。戒赌吧时常有大学生发帖称自己无法偿还贷款，校园贷到期时只有“跑路”，会到沙县小吃（被戏称戒赌吧“官方指定饭店”）、兰州拉面等地方蹭吃蹭喝，或者在贴吧里发帖求饭钱。也有人称自己刚从戒赌吧下线，就又立刻开始赌博了。2018年世界杯期间，有人在贴吧中发布赌球相关帖子分享经验。此外，戒赌吧提供的一些渠道衍生了贩毒、挪用公款赌博等多起犯罪案件。
2018年6月29日，戒赌吧因“输出不良价值观及大量有害内容”被百度贴吧封锁，封锁时该吧有超过1400万名用户，9000万帖子。被封之后，有大量吧友涌入到另一贴吧“戒吧”（该词曾是戒赌吧的简称）里。

## 评价
部分媒体形容该吧的处境十分矛盾。金融界形容戒赌吧“像极了一幕令人哭笑不得的长篇荒诞剧”，贴吧内充斥着大量的黑色幽默，“却不知何时看到光明。”观察者网王丹丹评论，戒赌吧是个很有矛盾性的地方，一方面赌徒们寻求戒赌的方法，另一方面却又试着从贴吧其他赌徒的身上寻求安慰、胆量，以继续其赌博生涯。新浪网评价，通过围观“老哥”的生活，那些并非处在社会底层的人群能够获得压力的释放，但这一心态也容易成为真正的堕落。
部分媒体批评戒赌吧诱赌、滋生犯罪。新华社认为，该吧虽然打着“戒赌”的旗号，但实际上却存在诱赌、涉黄等现象，存在传播错误价值观等问题。新闻指出，贴吧涉及到女性话题时言论大都轻佻、低俗，也存在有诈骗教学、赌术讨论等，导致赌瘾不减反增。在接受中央电视台采访时，中国社会科学院法学研究所研究员周汉华表示，染上赌瘾的人喜欢通过戒赌吧这种新型的方式互相交流渠道、经验甚至“炫技”等，会对其他人产生不好的诱导效应，是网络信息化之下网络管理的一个巨大的挑战。他还表示，这类案例中，该互联网平台的企业应承担主体责任，监管部门也应积极履行执法责任。天天快报评论，戒赌吧曾有过其正能量的一面，但因该吧吧务管理不周，再加上骗子、网赌代理横行，甚至还有赌球、放高利贷者，导致该吧由戒赌变成了养赌。

## 衍生文化
该吧流传着一些网络黑话，形成了丰富的网络亚文化。传播学学者曹钺认为，该吧流传的黑话是一种“戏耍堕落”话语现象，代表了网络社区的底层狂欢特性，象征着中国互联网“话语调性的再一次下沉”。
- 老哥：戒赌吧正在欠钱的人会自称老哥。[10]
- 撸口子：现金贷款叫“口子”，“撸口子”就是借钱。[10]
- 留卡号：贴吧内一位自称金马集团老板的人，曾放言“留卡号吧，闭着眼睛打，多少随缘”。[6]
- 稳：破产后绝望无力的状态，后变成很厉害、很精彩的意思。[6]
- 三五瓶：戒赌吧吧友聚会，还衍生了调侃语句，如“三五瓶，逼两拳，老哥还会军体拳。”[2]
- 修车：一个头像为修车工的吧友在戒赌吧里宣扬嫖娼，于是修车便成了嫖娼的代名词。[6]
- 瘫痪：因赌博输光家底导致赌徒只能混吃等死的状态。[3][4]
- 跑路：逃债。[4]

此外，该贴吧还追捧一名电动车小偷“窃·格瓦拉”的一些言论，并视其为戒赌吧的“精神领袖”。